# Honrubia de la Cuesta
Honrubia de la Cuesta is een gemeente in de Spaanse provincie Segovia in de regio Castilië en León met een oppervlakte van 20,81 km². Honrubia de la Cuesta telt 56 inwoners (1 januari 2016).

## Demografische ontwikkeling
Bron: INE, 1857-2011: volkstellingen